# El ángel de Budapest
El ángel de Budapest és un telefilm dramàtic espanyol basat en el llibre Un español frente al holocausto, del periodista i director executiu de ràdio Diego Carcedo, sobre la vida del diplomàtic espanyol Ángel Sanz Briz a Budapest. La seva estrena va tenir lloc el 20 de desembre de 2011 a TVE1.
El rodatge va tenir lloc en Budapest, Hongria del 9 de novembre fins al 23 de desembre de 2010.

## Argument
L'argument se centra en Ángel Sanz Briz, ambaixador d'Espanya en Hongria durant la Segona Guerra Mundial que va salvar la vida a milers de jueus del holocaust. Al temps anirà formant un moviment de resistència que els permeti salvar-los. Ell els expedeix documents de protecció i els va allotjar en cases de seguretat espanyoles, resguardats per la sobirania de l'ambaixada. En aquest moment, el govern hongarès estava perseguint i deportant jueus als camps d'extermini nazis.
Una història paral·lela segueix la vida amorosa d'Antal, un jueu hongarès que s'enamora del germà d'un funcionari del govern feixista de la Creu Fletxada. Antal va entrant lentament en el moviment de resistència per a salvar-se ell i la seva parella.

## Repartiment
- Francis Lorenzo - Ángel Sanz Briz.
- Anna Allen - Adela Quijano.
- Tamás Lengyel - Lajos.
- George Mendel - Danielson.
- Manuel de Blas - Miguel Ángel Muguiro.
- Ana Fernández - Sra. Tourné
- Aldo Sebastianelli - Giorgio Perlasca.
- Tamás Szabó Kimmel - Antal.
- Iván Fenyő - Raoul Wallenberg.
- Áron Őze - Adolf Eichmann.
- László Agárdi - Miklós Horthy.
- Kata Gáspár
- Sára Herrer
- Athina Papadimitriu
- Tamás Balikó
- János Bán
- László Baranyi
- László Áron

## Premis
- Premi a la Millor Pel·lícula per a televisió al Zoom Festival (festival europeu de cinema per a televisió) 2012.[4]
- Medalla de Plata en la categoria de TV Movies al Festival Internacional de Televisió i Cinema de Nova York 2012.[5]
- Premi de l'Agrupació de Teleespectadors i Radiooients (ATR) 2012 a la Millor pel·lícula per a televisió.[6]
- Premis Ondas 2012 a la Millor minisèrie.[7]